# Platygaster henkvlugi
Platygaster henkvlugi är en stekelart som beskrevs av Peter Neerup Buhl 1996. Platygaster henkvlugi ingår i släktet Platygaster och familjen gallmyggesteklar. Inga underarter finns listade i Catalogue of Life.